# Костешти-Деал (Хунедоара)
Костешти-Деал (рум. Costești-Deal) насеље је у Румунији у округу Хунедоара у општини Ораштиоара де Сус. Oпштина се налази на надморској висини од 893 m.

## Становништво
Према подацима из 2002. године у насељу је живело 59 становника, од којих су сви румунске националности.